# Nicolas-Auguste Hesse
Nicolas-Auguste Hesse, né le 28 août 1795 à Paris, mort le 14 juin 1869 dans la même ville est un peintre et dessinateur français.
Il peint des œuvres d'histoire, des sujets mythologiques, des compositions religieuses, des sujets allégoriques, des portraits, des compositions murales et des cartons de vitraux.

## Biographie
Nicolas-Auguste Hesse est l'élève de son frère Henri Joseph Hesse et du baron Antoine-Jean Gros. Il est l'oncle du peintre Alexandre Hesse. Il entre à l'École des beaux-arts de Paris en août 1811 et obtient le prix de Rome de 1818 avec Philémon et Baucis recevant Jupiter et Mercure.
Il débute au Salon de 1824 et dès lors prend une place marquante parmi les peintres les plus réputés de son époque. En 1827, il expose au Salon : Fondation du Collège de Sorbonne vers l'an 1256, qui décore l'église de la Sorbonne. En 1838 il expose le Christ au Sépulcre (cathédrale de Périgueux) et Séance Générale des États-Généraux le 23 juin 1789 (musée d'Amiens).
Début 1844, il rend plusieurs visites au jeune Gustave Courbet dans son atelier parisien situé rue de la Harpe.
C'est encore La mort d'Adonias, vitrail pour l'église Saint-Pierre-de-Chaillot (1843), L'Évanouissement de la Vierge (1845), conservé au Grand-duché de Luxembourg, Jacob luttant avec l'ange (cathédrale d'Avranches, 1851), Clytie mourante (musée de Picardie à Amiens, 1853). Il obtient une médaille de première classe en 1838, décoré en 1840 et nommé membre de l'Institut, où il succède à Eugène Delacroix en 1863.
À ces œuvres achetées par l'État, exposées aux Salons, il convient d'ajouter : L'Adoration des bergers, La Conversion et le Martyre de Saint Hippolyte, à Notre-Dame-de-Lorette, d'importantes décorations de monuments, dont : la décoration de la chapelle des Catéchismes à Sainte-Élisabeth, la décoration de la chapelle de la Vierge, dans l'église Notre-Dame-de-Bonne-Nouvelle, des peintures dans l'église Notre-Dame-des-Blancs-Manteaux et de l'église Saint-Pierre-de-Chaillot où il peint la coupole du cœur et les sujets des vitraux qu'il exécute lui-même, les cartons des vitraux de la chapelle de la Vierge, à l'église Saint-Eustache, cinquante-cinq cartons pour les baies ogivales de la basilique Sainte-Clotilde, les peintures décoratives pour l'ancien Hôtel de ville de Paris et pour la chapelle Saint-Laurent, à Saint-Gervais, Le Sermon sur la montagne à l'église Sainte-Élisabeth-de-Hongrie de la rue du Temple, des figures allégoriques pour l'ancien Conseil d'État.

## Collections publiques
- Amiens : Séance des États Généraux, Clytie mourante.
- Dijon : Le Péché originel
- Lisieux : Figure allégorique de la République.
- Orléans, musée des Beaux-Arts: Portrait de Léon Cogniet, 1822, crayon noir, estompe, sur papier vélin, 22,1 x,17,1 cm[3].
- Paris, musée du Louvre : La Vierge évanouie.
- Pontoise : Sainte Barbe, Tête de vieillard.
- Troyes : Portrait de François Girardon, sculpteur.
- Beaune, Musée des beaux-arts de Beaune:  Le péché originel ,